# 科濟納 (特諾皮爾州)
49°17′21″N 26°15′19″E / 49.28917°N 26.25528°E
科濟納（羅馬化：Kozyna）是烏克蘭的村落，位於該國西部捷爾諾波爾州，由喬爾特基夫區負責管轄，處於茲布魯奇河右岸，距離科科申齊和卡拉哈里夫卡3公里，面積1.09平方公里，2001年人口206。